# Bute (Australia)
Bute – miasto w Australii, w stanie Australia Południowa.